# Ano Internacional do Monumento
O Ano Internacional do Monumento foi uma data comemorativa criada pela UNESCO em 1964. A fincação da data foi para dá melhor abrangência mundial na percepção do monumento como " uma edificação ou sítio histórico de caráter exemplar, por seu significado na trajetória de vida de uma sociedade/comunidade e por suas características peculiares de forma, estilo e função. Existem monumentos construídos especialmente para celebrar ou relembrar algum episódio, momento ou personagem de nossa história, criados por arquitetos, escultores, artistas. Outros são remanescentes do passado, que sobreviveram ao tempo, e que são consagrados pela sociedade como símbolos coletivos, e como referências da memória de um povo".

## Convenção para a Proteção do Patrimônio Mundial, Cultural e Natural
A Convenção para a Proteção do Patrimônio Mundial, Cultural e Natural define monumento como sendo:
| “ | Obras arquitetônicas, de escultura ou de pintura monumentais, elementos de estruturas de carácter arqueológico, inscrições, grutas e grupos de elementos com valor universal excepcional do ponto de vista da história, da arte ou da ciência . | ” |